# 与賀城
与賀城（よかじょう）は、佐賀県佐賀市与賀町にあった日本の城。

## 概要
与賀城は、少弐教頼、少弐政資が居住した城である。
与賀城は現存せず、与賀城の城門と伝承されている門が与賀神社(與賀神社)の楼門(国重要文化財)として残っている。与賀神社には、少弐神社と呼ばれる神社を城の鎮守として修復するなど多大な貢献をした少弐政資を祭る神社がある。

## 沿革
初代武藤資頼の頃から与賀荘の地頭職を代々受け継いでいて、少弐家本領であった可能性が高い。
建長3年（1251年）、
与賀城があった肥前国佐賀郡与賀神社に、少弐資能が洪鐘を奉納した記録が残っている。(鐘は第二次大戦の金属供出で現存せず。)
教頼が、大内氏に敗れて龍造寺氏をたよって、佐賀県佐賀市与賀に逃れた際に与賀荘に居館を築いたことから始まる。その後、政資が文明14年（1482年）に父の教頼の居館跡に築城したのが与賀城である。
与賀城付近には、佐賀平野特有の江湖[えご]
と呼ばれる河川があった。
少弐政資は、小津江(多布施川下流)、佐賀江、本庄江など江湖[えご]付近の港を利用して、舟運で利益を上げていた。
永禄6年(1563年)に、龍造寺隆信が与賀城に龍造寺一族の菩提寺である龍泰寺を建立したことで廃城となった。

## 参考資料
- 渡辺文吉『武藤少弐興亡史』 海鳥社、1989年
- 佐賀市教育委員会・文化振興課・文化振興係『さがの歴史・文化お宝帳』2020年4月26日確認